# Om sanningen ska fram
Om sanningen ska fram är en låt av Eric Amarillo. Låten gick vecka 20 år 2011 upp på första plats på Sverigetopplistans singellista.

## Listplaceringar
| Lista (2011) | Topplacering |
| ------------ | ------------ |
| Danmark      | 7            |
| Sverige      | 1            |